# Курортное (Змиёвский район)
Куро́ртное (укр. Курортне), село (до 2010 г. — посёлок),
Гинеевский сельский совет,
Змиёвский район,
Харьковская область, Украина.
Код КОАТУУ — 6321782004. Население по переписи 2001 года составляло 294 (126/168 м/ж) человека.

## Географическое положение
Село Курортное находится на левом берегу реки Северский Донец;
ниже по течению в 2,5 км расположено село Камплица,
на противоположном берегу — село Черемушное.
Русло реки извилистое и образует много лиманов (Лемешева Затока) и озёр.
На расстоянии одного км расположены сёла Украинское и Гинеевка,
на расстоянии в 2 км находится железнодорожная станция ЮЖД Дом Отдыха.
Село окружено большим лесным массивом (сосна).

## История
- 1946 год - Указом ПВС УССР населенный пункт 3-го Украинского дома отдыха ВЦСПС переименован в посёлок Курортное[2].
- При СССР с довоенных времён здесь располагался Третий Украинский тубсанаторий Харьковского межобластного управления курортами, санаториями и домами отдыха ВЦСПС для больных туберкулёзом; находившийся в сосновом бору вблизи Северского Донца и имевший «оборудованные совершенной медаппаратурой кабинеты и лаборатории.»[3] Путёвка на курс лечения для больных открытой формой туберкулёза в санаторий на 60 дней в 1953 году стоила 2000 советских рублей.[3] Санаторий был расположен в «условиях ровного климата при средней температуре летом + 20 градусов.»[3]
- В 2010 году вследствие депопуляции статус изменён с посёлок на село.

## Экономика
- «За́нки» - санаторий, коммунальное КП.
- Санаторий «Ёлочка» (для родителей с детьми).

## Достопримечательности
- Братская могила советских воинов РККА. Похоронены 82 павших воина.